# Josef Kozák (rektor)
Josef Kozák (* 3. srpna 1942 Polom) je český geolog, pedolog a vysokoškolský učitel, v letech 2000 až 2003 rektor České zemědělské univerzity.
V roce 2000 se stal rektorem ČZU, když ve funkci nahradil Jana Hrona, který nemohl kandidovat na třetí funkční období. Ve funkci skončil v roce 2003, kdy jej ve funkci opět nahradil Jan Hron. Kozák kromě toho nicméně působil také jako prorektor ČZU. Na ČZU působí Kozák na Katedře pedologie a ochrany půd Fakulty agrobiologie, potravinových a přírodních zdrojů ČZU. V listopadu 2016 byl jmenován čestným členem International Union of Soil Sciences.